# Zaozierje (osiedle w Republice Komi)
Zaozierje (ros. Заозерье) – osiedle w Rosji, w Republice Komi, w rejonie sysolskim. W 2021 liczyło 262 mieszkańców.